# 夏吟兰
夏吟兰（1957年4月—2025年5月28日），女，祖籍上海，生于北京，中华人民共和国法学家，中国政法大学教授。主要从事民法、婚姻法、继承法研究。

## 生平
1979年通过高考考入北京政法学院（1983年改称中国政法大学），在政治经济学课程的学习中，她把相关知识提炼出一个体系化的图表，粘贴在教室里同学们参考。1983年法学专业毕业后，报考了巫昌祯教授的研究生，1986年获法学硕士学位。1996年，获美国富布赖特基金赴美国任访问学者一年。1999年，担任澳门法律翻译办公室法律专家。曾任中国政法大学国际教育学院院长。2004年7月23日，当选中国法学会婚姻家庭法学研究会会长。2016年入选“全国三八红旗手”荣誉称号。2022年5月退休。2025年5月28日1时30分在北京逝世。
夏吟兰曾參與《家庭暴力防治法》、《中华人民共和国反家庭暴力法》、《中華人民共和國民法典•婚姻家庭编》、《民法典•继承编》的法律內文建議工作。

## 社会兼职
- 第九届、第十届全国妇联执委[6]
- 中国法学会常务理事（2019年3月－2025年1月）
- 中国法学会婚姻家庭法学研究会会长（2004年7月－？）
- 北京市法学会妇女法学研究会会长（2009年2月－？）
- 海峡两岸关系法学研究会理事（2011年12月－？）
- 首都女教授协会常务理事（2004年12月－？）
- 湖南省法学会家事法学研究会学术顾问（2024年10月－？）[7]。

## 出版物
- 《美国现代婚姻家庭制度》（中国政法大学出版社，1999年）
- 《婚姻家庭与继承法学原理》（中国政法大学出版社，1999年）
- 《婚姻法执行状况调查》（中央文献出版社，2004年）
- 《离婚自由与限制论》（中国政法大学出版社，2007年）
- 《婚姻家庭法学》（中国政法大学出版社，2007年）
- 《家庭暴力防治法制度性建构研究》（中国社会科学出版社，2011年）